# Aeroporto Internazionale Tan Son Nhat
L'Aeroporto internazionale di Tan Son Nhat (Sân bay quốc tế Tân Sơn Nhất in vietnamita) è un aeroporto che serve la città di Ho Chi Minh, nel sud del paese.  È il più importante aeroporto del Vietnam e nel 2018 hanno transitato 38,5 milioni di passeggeri. Nel maggio 2020 è stata approvata la costruzione di un terzo terminal per ridurre l'affollamento del terminal 1, utilizzato per i voli nazionali. I lavori dovrebbero iniziare nell'ottobre 2021 e il nuovo terminal dovrebbe portare la capacità totale dello scalo a 50 milioni di passeggeri.